# Götz Fritsch
Götz Fritsch (* 25. April 1943 in Berlin; † 11. August 2018 in Wien) war ein deutscher Theater- und Hörspielregisseur und Gründer des Cafetheaters in Wien.

## Leben
Nach dem Studium der Theaterwissenschaft an der Universität Wien und Hospitanzen bei Jean Vilar und Peter Stein gründete Fritsch 1967 das Cafetheater in Wien als Aufführungsstätte des experimentellen Theaters. Anschließend war er als Director in Residence am La MaMa Theater in New York tätig. Ab 1973 war er freier Regisseur.
Nach einer Vielzahl von Regiearbeiten bei Theatern im deutschsprachigen Raum und etlichen Fernseharbeiten wandte er sich zunehmend dem Hörspiel zu. Hier gelang es ihm, einer der profiliertesten Regisseure des deutschsprachigen Raumes zu werden. Er produzierte mehr als 300 Hörspiele.  Seine Arbeiten zeichnete analytische Schärfe, aber auch ein meisterhafter Einsatz musikalischer Elemente und Rhythmik aus. Mehrere Jahre unterrichtete er an der Universität für Musik und darstellende Kunst Wien das Fach Hörspiel und Radiokunst. Ab 1972 lebte er in Wien. Fritsch starb im August 2018, wenige Monate nach seinem 75. Geburtstag, nach langer, schwerer Krankheit. Anlässlich seines Todes sendete der Radiosender Ö1 am 18. August 2018 seine letzte Inszenierung für den ORF, eine Bearbeitung des Romans Für den Herrscher aus Übersee von Teresa Präauer. Er wurde in einem ehrenhalber gewidmeten Grab der Stadt Wien bestattet.

## Preise
Er erhielt eine Vielfalt nationaler und internationaler Preise, unter anderem siebenmal den ORF-Hörspielpreis. 2006 erhielt Götz Fritsch für seine Regiearbeit an dem Hörbuch Unter dem Milchwald in der Kategorie
Best of all den Deutschen Hörbuchpreis. 2010 erhielt er für seine Regiearbeit an dem Hörbuch Thomas Bernhard, Siegfried Unseld: Briefwechsel in der Kategorie
Beste Information (Produktion hr2-Kultur; der hörverlag/München, gelesen von Peter Simonischek und Gert Voss) den Deutschen Hörbuchpreis. Ab 2010 war er Mitglied der Deutschen Akademie der Darstellenden Künste.

## Hörbücher
- Der König David Bericht, eine Audio-CD, 75 Minuten, Der Audio Verlag, März 2000, Sprecher: Christian Redl, Hilmar Thate, Rolf Hoppe u. a., Bearbeitung und Regie: Götz Fritsch, Produktion: Mitteldeutscher Rundfunk, ISBN 3-89813-065-7.
- Unter dem Milchwald. Übersetzt von Erich Fried, Musik: Peter Kaizar. Regie: Götz Fritsch, mit Harry Rowohlt, Boris Aljinovic, Hilmar Thate, Irm Hermann, Ursula Karusseit, Ulrike Krumbiegel, Winfried Glatzeder, Fritz Lichtenhahn, Gerd Baltus, Gudrun Ritter, Karin Gregorek, Herbert Fritsch, Käthe Reichel, Stefan Wigger, Klaus Herm, Sophie Rois, Margit Bendokat, Carmen-Maja Antoni, Horst Hiemer, Hans-Joachim Hegewald, Klaus Manchen, Martin Seifert, Thomas Neumann u. a., Produktion: MDR. DHV – Der Hörverlag 2005, 2 CDs, ISBN 3-89940-492-0.
- Schöne Aussicht ARD Radio-Tatort, Regie: Götz Fritsch, MDR Figaro/Der Hörverlag 2008, ISBN 978-3-86717-264-6.

## Hörspiele (Auswahl)
- 1972: Peter Turrini: Faust 3 (Regie – ORF-Studio Niederösterreich)
- 1981: Herbert J. Wimmer: Beschränkter Haushalt (Regie – SDR)
- 1984: Dino Buzzati: Die Festung (Regie – Rundfunk der DDR)
- 1985: Friederike Mayröcker: Der Tod und das Mädchen – Regie (Hörspiel – ORF)
- 1985: Peter Shaffer:  Amadeus – Regie (Hörspiel – Rundfunk der DDR)
- 1988: Götz Fritsch: Das Mündel – Regie (ORF/BR)
- 1989: Patricia Highsmith: Ripley Under Ground (Hörspielbearbeitung und Regie – HR/SWF)
- 1992: Jura Soyfer: Broadway-Melodie 1492 – Regie (Hörspiel – ORF/DS-Kultur/MDR)
- 1993: Miodrag Krencer: Der Mann, der beinahe den Montag verloren hätte – Regie (Hörspiel – MDR)
- 1995: Stefan Heym: Der König David Bericht (Hörspielbearbeitung und Regie – MDR)
- 1995: Jerzy Gorzanski: Das Flugzeug – Regie (Hörspiel – ORF/MDR)
- 1996: Melchior Schedler: Zukunft der Unzucht. Ein Nachtstück – Regie (Hörspiel – MDR)
- 1996: Friedrich Bestenreiner: Hotel Magic Holiday – alles inklusive – Regie (Hörspiel – ORB/MDR)
- 1996: Dacia Maraini: Stimmen – Regie (Hörspiel – WDR)
- 1997: Wolfgang Bauer: Dream Jockey (Hörspielbearbeitung und Regie – ORF/BR)
- 1997: Erhard Schmied: So oft sie wollen – Regie (Hörspiel – ORB/MDR)
- 1997: Miodrag Krencer: Zeit der Wölfe – Regie (Hörspiel – ORB/MDR)
- 1999: Marius von Mayenburg: Feuergesicht (Hörspielbearbeitung – SFB/ORB/NDR)
- 1999: Johann Wolfgang von Goethe: Wilhelm Meistes Lehrjahre – 3 Teile – Regie (Hörspiel – BR/MDR)
- 1999: Wolf Haas: Auferstehung der Toten (Hörspielbearbeitung und Regie – ORF/WDR)
- 1999: Albert Wendt: Abele und der blasse Moff (MDR/SWF)
- 2000: Wolf Haas: Der Knochenmann (Hörspielbearbeitung und Regie – ORF/MDR)
- 2000: Albert Wendt: Padulidu und Lorelei (MDR/WDR)
- 2001: Stefan Vögel: Eine gute Partie (MDR)
- 2001: Albert Wendt: Marta-Maria auf dem Spiegelschrank (MDR/WDR)
- 2001: Albert Wendt: Marta-Maria auf dem Müllsack (MDR/WDR)
- 2002: Wolf Haas: Komm, süßer Tod (Hörspielbearbeitung und Regie – ORF/WDR)
- 2002: Werner Buhss: O der du alles bedenkst, Tiresias, (MDR)
- 2003: Dylan Thomas: Unter dem Milchwald – Regie (Hörspiel – MDR)
- 2003: Pietro Aretino: Die Gespräche des göttlichen Pietro Aretino 4 Teile, (MDR)
- 2003: Albert Wendt: Die zartgeflügelte Dampfwalze – Neue Abenteuer mit Adrian und Lavendel (MDR)
- 2005: Wolf Haas: Silentium! (Hörspielbearbeitung und Regie – ORF/BR)
- 2005: Martin Andersen Nexø: Pelle, der Eroberer 2 Teile (MDR)
- 2005: David Zane Mairowitz: Der Agonietroll (MDR)
- 2005: Eva Förster: Die zweite Frau (MDR)
- 2006: Wolf Haas: Das ewige Leben (Hörspielbearbeitung und Regie – ORF/BR)
- 2006: Hans Bräunlich: Wespen im Schnee (MDR)
- 2006: Rolf Schneider: Nach der Liebelei (MDR)
- 2007: Ángel Vázquez: Das Hundeleben der Juanita Narboni (MDR)
- 2007: Wieland Förster: Nachts die Verhöre (MDR)
- 2008: Volkmar Röhrig: Schöne Aussicht – Regie (Hörspiel – MDR)
- 2008: Marie von Ebner-Eschenbach: Das Gemeindekind – Regie (Hörspiel – ORF/MDR)
- 2008: Rolf Schneider: Die Affäre Ernst Winter (MDR)
- 2009: Jürg Amann: Im Zug der Zeit – Regie (Hörspiel – ORF)
- 2009: Thilo Reffert: Schlußlicht – Regie (Hörspiel – MDR)
- 2009: Mordecai Richler: Barneys Version (MDR)
- 2010: Thilo Reffert: Engelsstaub – Regie (Hörspiel – MDR)
- 2010: Joseph Roth: Die Flucht ohne Ende  – Regie (Hörspiel – MDR)
- 2010: André Herzberg: Gespräch mit meiner Mutter – Regie (Hörspiel – MDR/DLR)
- 2011: Thilo Reffert: Fischers Fall – Regie (Hörspiel – MDR)
- 2012: Thilo Reffert: Altes Eisen – Regie (Hörspiel – MDR)
- 2013: Thilo Reffert: Väter und Töchter – Regie (Hörspiel – MDR)
- 2014: Thilo Reffert: Kurschatten – Regie (Hörspiel – MDR)
- 2014: Daniel Kehlmann: Der Mentor  – Regie (Hörspiel – MDR/WDR/ORF)
- 2015: Thilo Reffert: Ein blühendes Land – Regie (Hörspiel – MDR)
- 2016: Thilo Reffert: Hundert von Hundert – Regie (Hörspiel – MDR)
- 2017: Thilo Reffert: Nein heißt Nein – Regie (Hörspiel – MDR)